# Andrew Carnegie
Andrew Carnegie (n. 25 noiembrie 1835, Dunfermline, Scoția - d. 11 august 1919, Lenox, Massachusetts, Statele Unite) a fost un om de afaceri și filantrop american (de origine scoțian) și francmason .
A fost proprietarul trustului "Carnegie Steel Company", care i-a adus o avere imensă, pentru timpul său. Conform revistei Forbes din februarie 2008, averea sa, la maxima sa valoare, ar fi echivalentă cu 293,8 miliarde de dolari americani ai anului 2007.
Succesul societății sale, Carnegie Steel, este legat de capacitatea acesteia de a produce o mare cantitate și la preț redus șine de cale ferată, aflate la mare cerere în acea perioadă. În 1901, își vinde proprietățile industriale omului de afaceri american John Pierpont Morgan pentru suma de 480 de milioane de dolari, ceea ce reprezenta un record pentru acea vreme. În urma acestei tranzacții, este numit „omul cel mai bogat din lume,” devenind o reprezentare perfectă a „visului american.”

## Viața timpurie

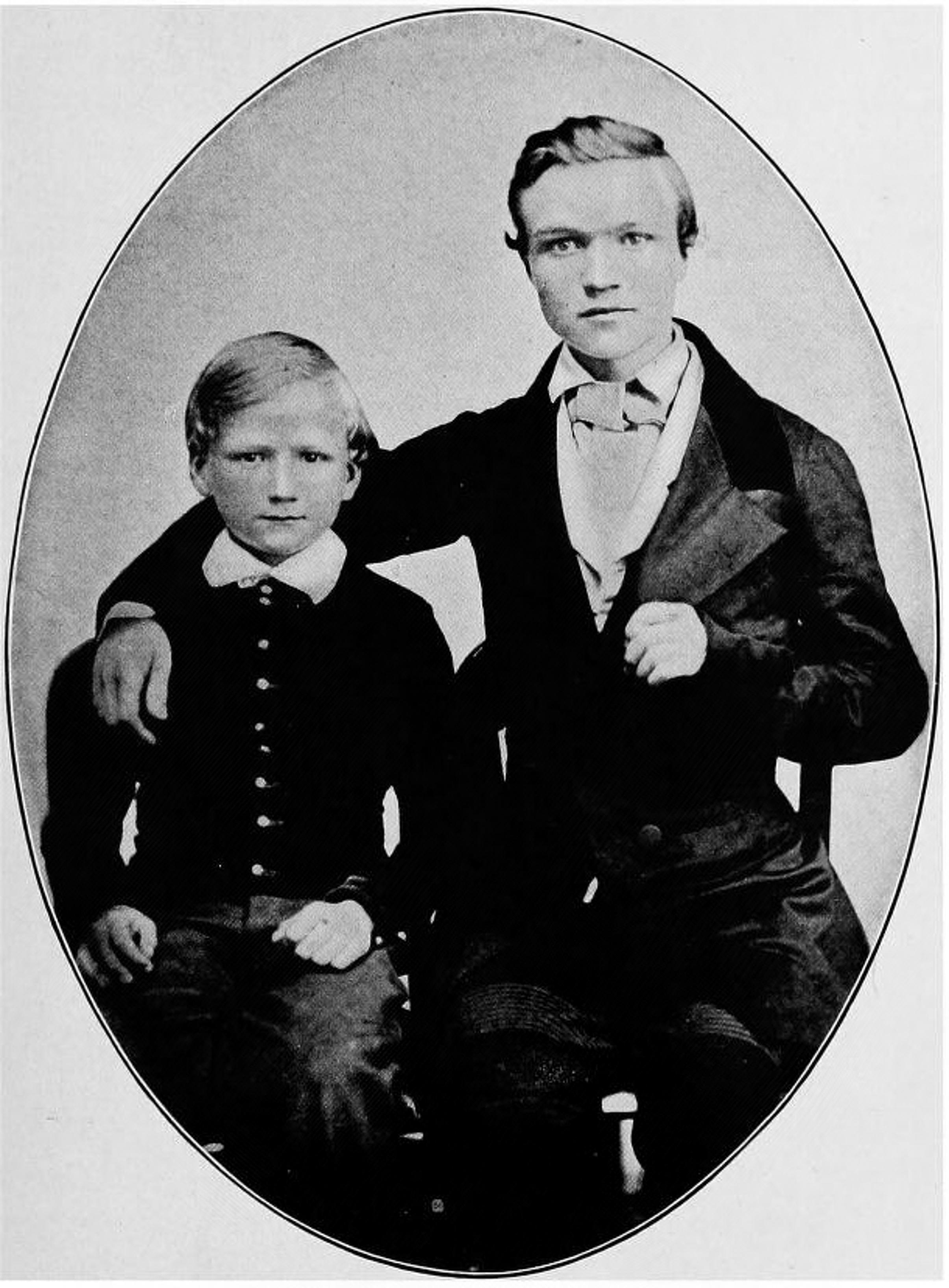
Andrew în vârstă de 16 ani alături de fratele său, Thomas

Andrew Carnegie s-a născut ca fiu al lui Margaret (Morrison) Carnegie și William Carnegie în Dunfermline, Scoția, într-o cabană tipică de țesător, cu o singură cameră principală. Acesta consta din jumătate din parter, care era împărțit cu familia țesătorului vecin. Camera principală a servit ambelor familii ca și cameră de zi, sală de mese și dormitor. Andrew a fost numit după bunicul său. În 1836, familia s-a  mutat într-o casă mai mare, aflată pe Edgar Street (vizavi de Parcul Reid ).

### Țesător și emigrare
A lucrat de mic copil ca țesător. Datorită perioadei de foamete din Scoția, în perioada respectivă, William Carnegie a decis să se mute cu familia sa în Statele Unite. Astfel, familia Carnegie a ajuns în localitatea Allegheny, statul Pennsylvania, în 1848, pentru o  viață mai bună.
Familia lui Andrew a trebuit să împrumute bani pentru a emigra. Deși familia a ajuns în Allegheny, această zonă era foarte săracă. Primul său loc de muncă, la vârsta de 13 ani, în 1848, a fost ca bobinier într-o fabrică de bumbac din Pittsburgh, unde lucra 12 ore pe zi și șase zile pe săptămână. Salariul său de pornire a fost de 1,20 dolari pe săptămână, care reprezenta circa 42 de dolari, ai anului 2023.
Tatăl lui Andrew, William Carnegie, a început să lucreze într-o fabrică de bumbac, dar, mai apoi a câștigat bani din țesut și vânzare de lenjerii de pat în calitate de comis voiajor. Mama lui Andrew, Margaret Morrison Carnegie, a câștigat bani din vânzarea pantofilor.

### Telegrafie
La 14 ani, Andrew Carnegie lucra ca mesager al Oficiului local de telegrafie din Pittsburgh. Abilitățile sale au fost remarcate de către Thomas Alexander Scott, chestorul diviziei de vest a Căilor ferate din Pennsylvania, fiind apoi promovat ca secretar personal al acestuia. În timpul Războiului Civil American, în august 1861, Scott a fost numit  ministru adjunct al ministrului de război (engleză United States Assistant Secretary of War) și Carnegie la însoțit mereu, pentru a lucra ca mâna sa dreaptă. Munca lui  Carnegie a inclus și organizarea sistemului militar de telegrafie.

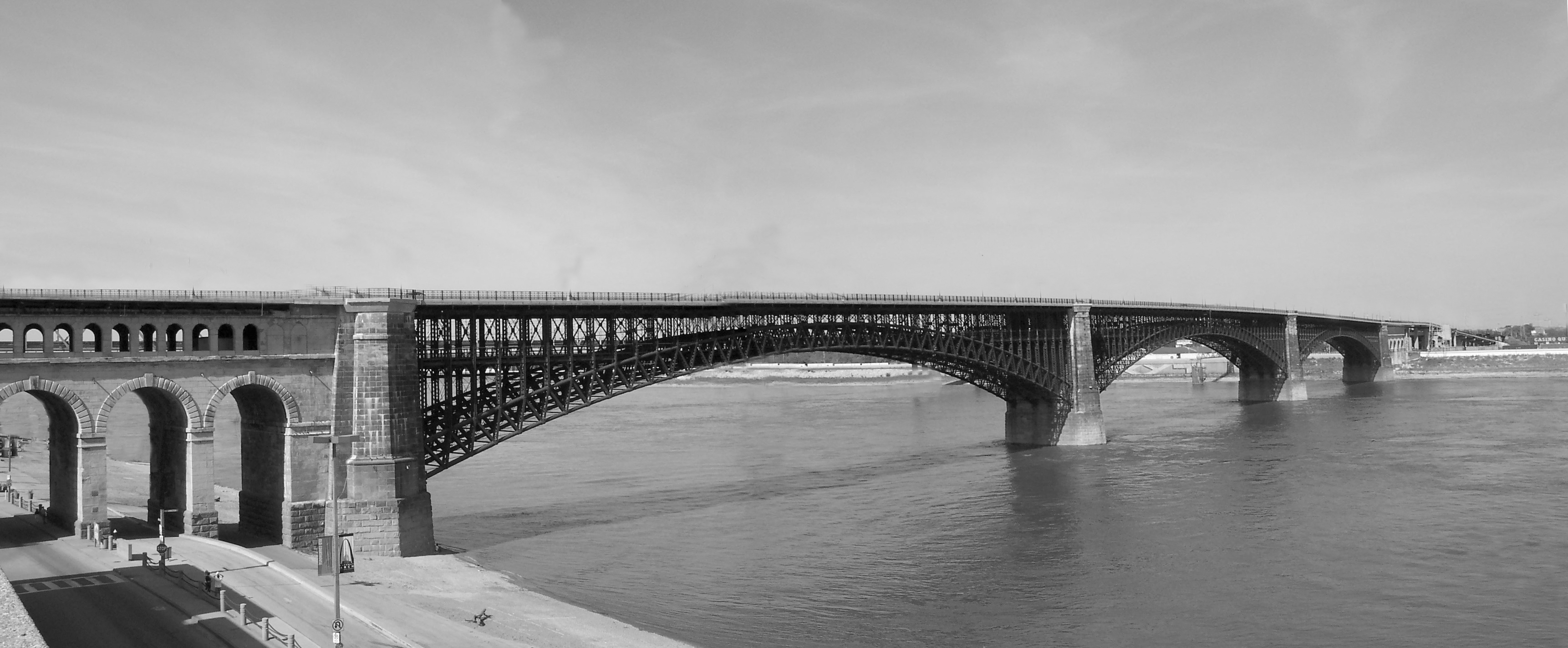
Pod de otel

## „Imperiul Oțelului”

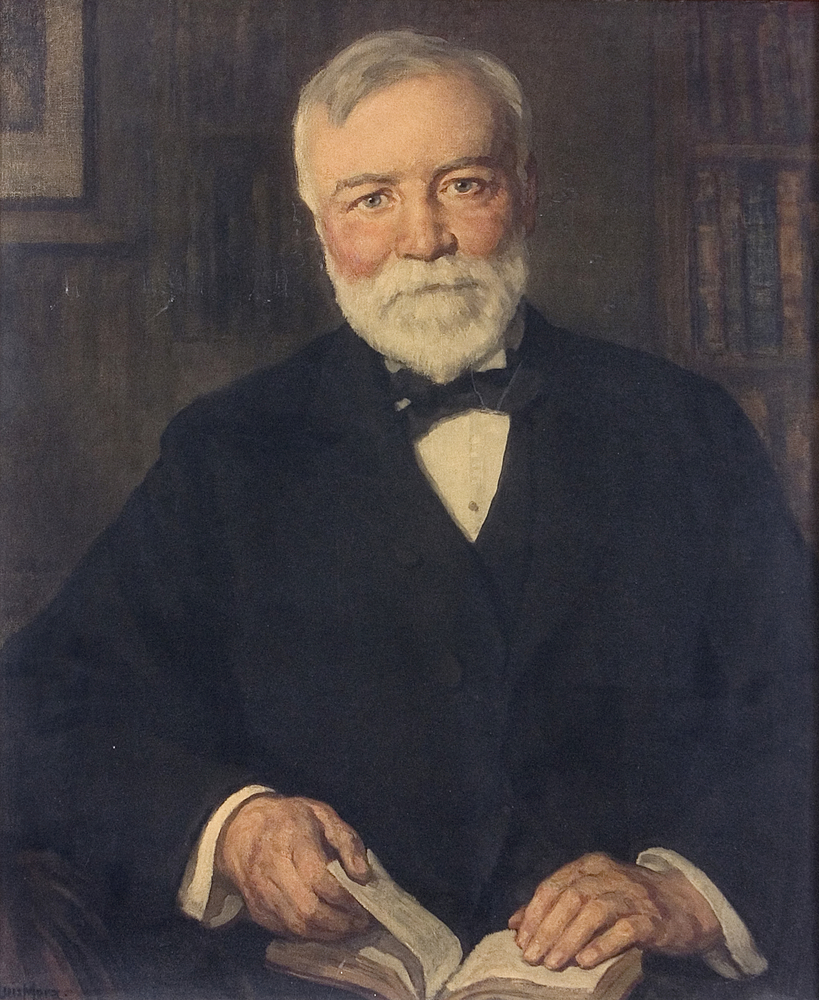
Andrew Carnegie de Francis Luis Mora

După război,   Carnegie l-a succedat pe  Scott ca supraveghetor al diviziei de vest a Căilor ferate din Pennsylvania. Carnegie a investit cu viclenie în asocierile cele mai  promițătoare, inclusiv în Compania Woodruff Sleeping Car  și  în mai multe fabrici mici de fier. Cel mai important dintre acestea a fost Keystone Bridge, o companie care a deținut o cotă de o cincime.
Carnegie a făcut vizite regulate în Marea Britanie, unde a observat   evoluțiile rapide din industria fierului. El a fost   impresionat de convertorul inventat de Henry Bessemer. Carnegie și-a dat seama că oțelul va înlocui  fierul pentru fabricarea   mărfurilor grele.
În 1870,  Carnegie  a ridicat primul  său furnal   în care el a folosit ideile dezvoltate de Bessemer în Anglia. A fost  urmată în  1874 de deschiderea fabricii de oțel de la Braddock. El și-a  făcut mulți parteneri, printre care Henry Frick.A   insistat întotdeauna în menținerea   acțiunilor majoritare  la diverse societăți.
Carnegie a avut un interes deosebit în problemele sociale și politice și a scris o serie de cărți, inclusiv În jurul lumii (1881),  An American Four-in-Hand in Britain  (1883) și Democrația Triumfătoare (1886),  în care  a dezbătut egalitarismul ale Americii  și inegalitățile de clasă bazate   din Marea Britanie și alte țări europene. El a lăudat sistemul de învățământ  american.
În iunie 1889,  Carnegie  a publicat  "Evanghelia Bogăției", în care a  susținut că era datoria oamenilor bogați să folosească bogăția lor pentru bunăstarea comunității. El a scris că "un om care moare bogat moare dezonorat".
În 1889  i-a permis lui    Henry Frick să devină președinte al Carnegie Steel Company, care s-a mutat la New York, pentru a face față importanței  crescânde a cercetării și dezvoltării. Carnegie a petrecut  șase luni   în Scoția cu familia sa.

### Greva

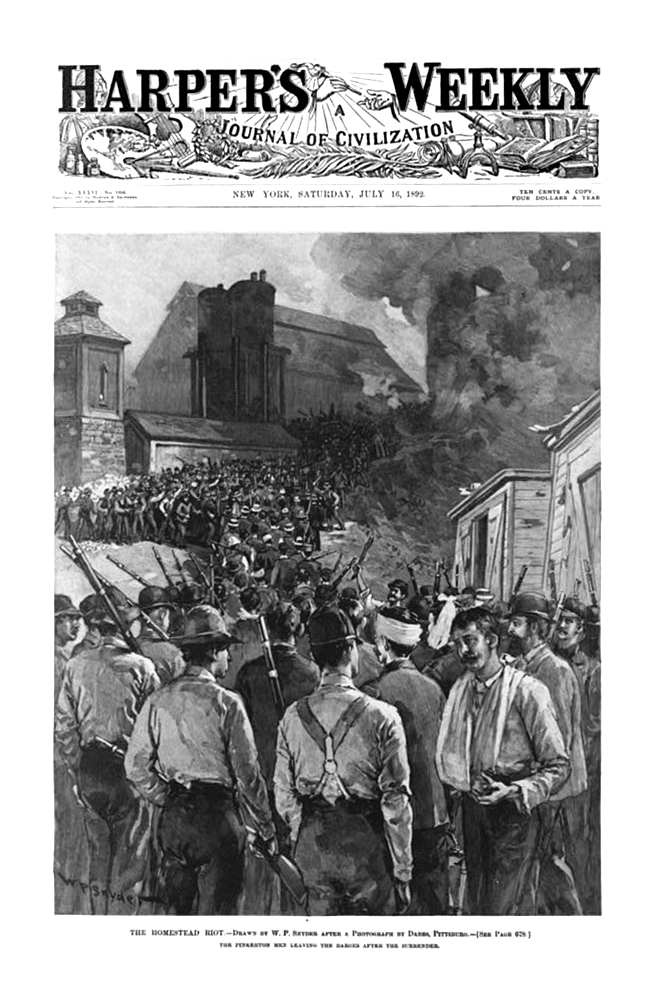
Greva de la fabrica lui Carnegie

Când Frick a preluat controlul  a constatat că  era răspunzator pentru multe fabrici  din zona   Pittsburgh. Frick a fost preocupat de faptul că nu a existat nici o structură de management centralizat și, astfel, în 1892 toate unitățile productive au fost integrate pentru a forma Carnegie Steel Company. Evaluate la 25 milioane dolari, a rezultat  că a  fost acum cea mai mare companie de oțel din lume.
Într-un efort de a crește profiturile, Henry Frick a decis să reducă  salariile în acord cu  angajații săi. În 1892 ,  Uniunea Sindicatelor  Muncitorilor din industria Oțelului și Fierului  a convocat membrii săi la uzina Homestead  a lui Carnegie. Frick a luat acum decizia de controversată de a angaja 300 de gărzi din afara zonei.   O luptă sângeroasă a izbucnit între lucrători și gărzi, cel puțin 10 muncitori fiind uciși  și 60 răniți în fața guvernatorului  care a obținut comanda  plasării Homestead-ului lui Carnegie sub legea marțială.Miliția de stat a fost adusă pentru a prelua controlul asupra orașului, liderii sindicali fiind arestați și Frick a înlocuit cu muncitorii fabricii. După cinci luni, greva s-a încheiat cu înfrângerea Uniunii. În plus, mișcarea forței de muncă de la Pittsburgh din zona oțelăriei a fost dizolvată pentru următoarele patru decenii.
Carnegie, care a fost în Scoția în timpul grevei, a fost furios pe  Frick pentru că acesta  l-a   instruit să nu utilizeze forța brută pentru înăbușirea grevei. În public,  Carnegie nu l-a criticat pe Frick și, ca urmare a trebuit să-și asume responsabilitatea pentru ceea ce s-a întâmplat.

### Potopul

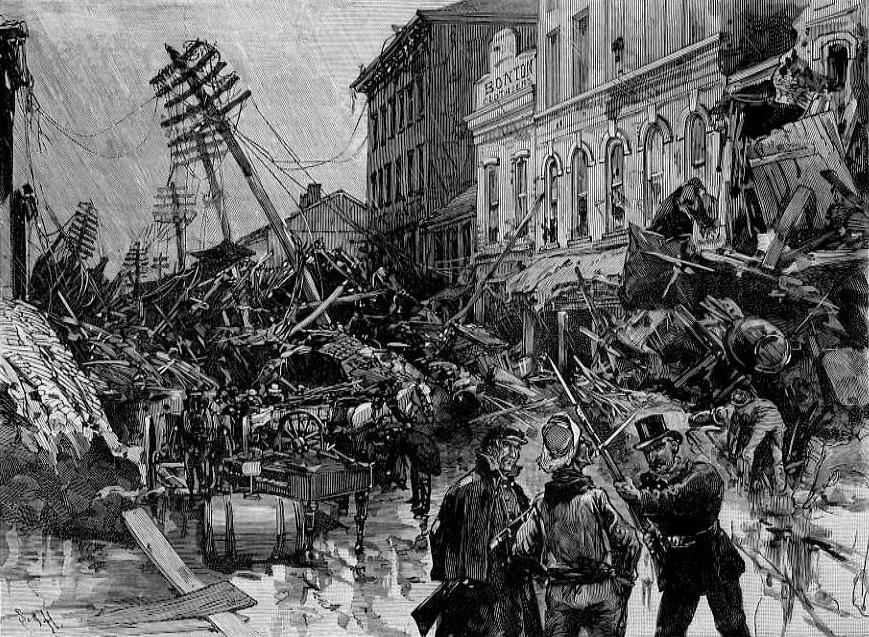
Potopul de la Johnstown - Main Street

Carnegie a fost unul  dintre cei    50 de membri ai  clubului de pescuit și  de vânătoare South Fork , care a fost acuzat de Potopul din Johnstown  de  la 31 mai 1889, soldat cu 2.500 de morți și pagube materiale în valoare de 17 milioane de dolari.
Digul de la Johnstown a fost construit între anii 1838 și 1853 de statul Pennsylvania, ca parte a sistemului său de canale. În momentul în care s-au încheiat lucrările de construcție, calea ferată făcuse ca transportul pe canale să nu mai fie la modă, astfel că digul nu a fost folosit niciodată. Statul Pennsylvania a vândut digul cu o înălțime de 25 de metri și o lungime de 100 de metri Căilor Ferate Pennsylvania, care după aceea l-a cedat congresmanului John Reilly. Acesta, la rândul său, l-a vândut, în pierdere, Clubului de Vânătoare și Pescuit din South Fork. Astfel neglijența și deciziile greșite au creat condițiile pentru dezastrul care a urmat.
Digul avea nevoie de foarte multe reparații. Clubul a făcut ceva, dar a cheltuit numai 17.000 de dolari, o sumă ridicolă față de ceea ce era necesar. Digul a creat un lac cu lungimea de 5 km, lățimea de 2 km și adâncimea de 30 de metri care a fost umplut în 1852 și denumit Lacul Conemaugh. Lacul avea pește și era folosit pentru plimbări cu barca și pentru alte activități recreative de către membrii clubului de elită. Din acest club făceau parte Andrew Carnegie și Henry Clay Frick, magnați ai industriei oțelului. Pe malul lacului s-au construit vile frumoase și toată zona a devenit o stațiune de odihnă foarte populară în rândul membrilor Clubului South Fork.După o perioadă cu ploi abundente, barajul s-a rupt la ora 3:10, în după-amiaza zilei de 31 mai 1889. Apele furioase au lovit orașul Johnstown 47 de minute mai târziu, la ora 4:07. Viitura, cu o înălțime de 12 metri și o lățime de 700 m, a smuls 20 de metri de pământ în timp ce își croia drum spre Johnstown. Douăzeci de milioane de tone de apă au străbătut, cu o viteză de 60 km/oră, valea spre Johnstown. Când viitura a ajuns în oraș, a măturat totul în calea ei, 1.600 de case și 280 de întreprinderi. Peste 2.000 de oameni au murit imediat, iar autoritățile au estimat numărul de morți la un total de aproximativ 2.500. Unele surse citează cifre mult mai mari.
După inundație, Carnegie a construit o bibliotecă nouă  în Johnstown, precum și alte  case distruse.

### U.S. Steel
Steel Company Carnegie a continuat să extindă între 1889 și 1899 producția anuală de oțel, care a crescut de la 332111 la 2663412 de tone, iar profiturile au crescut de la 2 milioane de dolari la 40 milioane dolari. A pornit un conflict  între Carnegie și Frick Henry în această perioadă. A ajuns la apogeu  în 1899 și Carnegie  l-a  mituit  pe  Frick pentru 15 milioane de dolari($) să părăsească compania.
În 1901, bancherul John Pierpont Morgan (1837-1913) a cumpărat Carnegie Steel pentru 480 milioane dolari, ceea ce îl face pe Andrew Carnegie unul dintre cei mai bogați oameni din lume. În același an, Morgan a fuzionat Carnegie Steel, cu un grup de întreprinderi de oțel pentru a forma o nouă companie-US Steel, prima din lume care a făcut un profit de miliarde de dolari.

## Ultimii ani

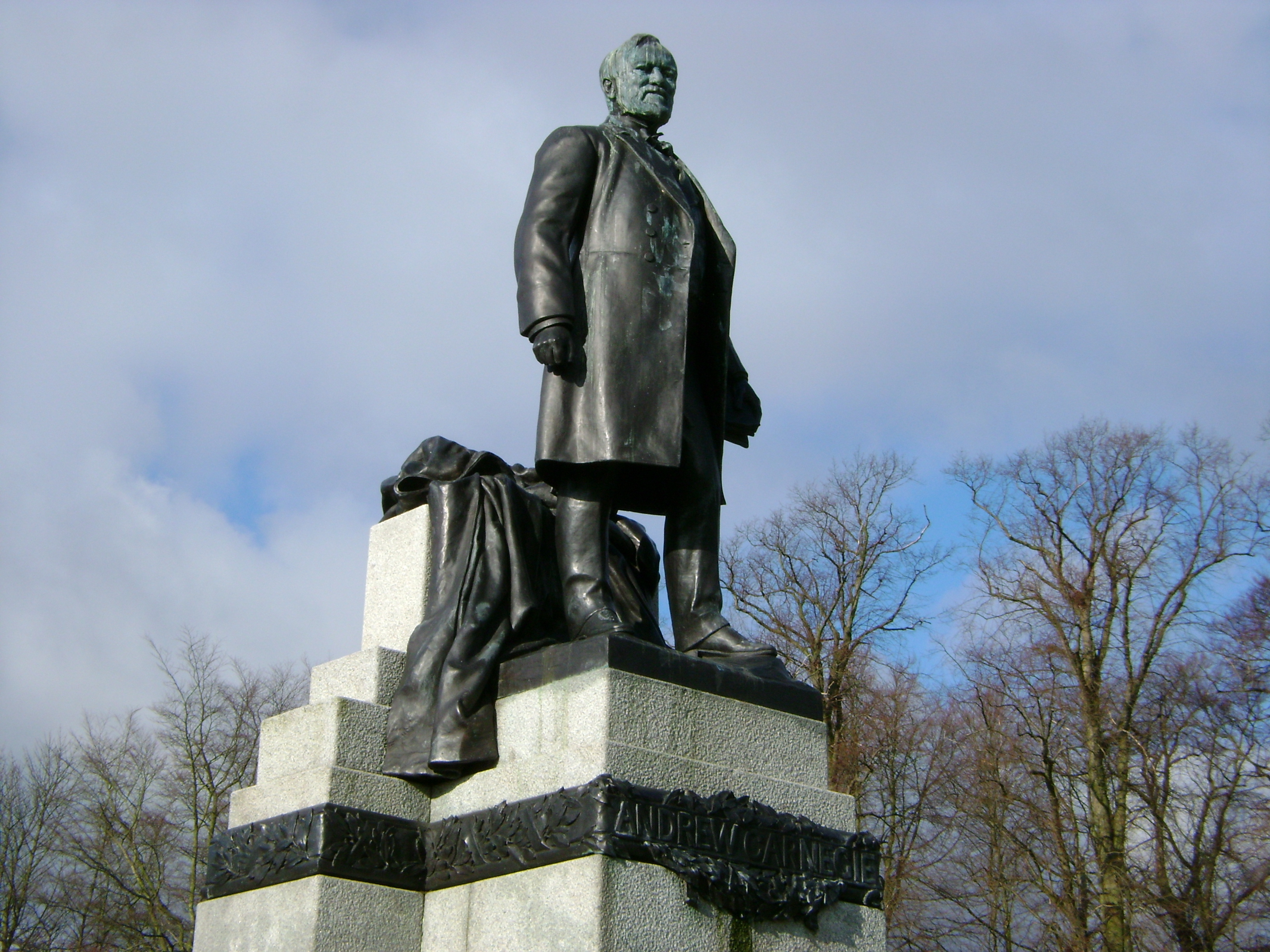
Statuia lui Andrew Carnegie, Dunfermline

După ce Carnegie și-a vândut compania sa de oțel, s-a retras din afaceri și s-a devotat filantropiei. În 1889, el a scris un eseu, "Evanghelia averii". Carnegie a înființat un fond de încredere "pentru îmbunătățirea umanității."  Carnegie a donat 350 milioane de dolari (echivalentul a miliarde de dolari în ziua de azi), care a reprezentat cea mai mare parte a averii sale.Aceasta a inclus construirea a 3.000 de biblioteci publice (380 în Marea Britanie), Institutul Carnegie din Pittsburgh, Carnegie Institute of Technology și Carnegie Institution din Washington, pentru cercetarea în domeniul științelor naturale și fizice și mai mult de 7600 donații la bisericile din întreaga lume și organizații care dispun de fonduri dedicate cercetării în domeniul științei, educației, păcii lumii și altor cauze, chiar și în ziua de azi.  Printre darurile sale au fost 1100000 $ necesari pentru costurile terenurilor și construcțiilor din Carnegie Hall, New York City, legendarul loc de întâlnire, care a fost deschis în 1891.Carnegie Endowment a  stabilit efortul pentru Pacea  Internațională pentru   a preveni războaiele viitoare.
Mama lui Carnegie, care a fost o influență majoră în viața lui, a trăit cu el până la moartea ei în 1886. În anul următor, la 51 de ani, s-a căsătorit cu baroneasa Louise Whitfield (1857-1946), care a fost cu două decenii mai tânără decât el și fiica unui negustor din New York. Cuplul a avut un copil, Margaret (1897-1990). Cuplul Carnegie a trăit într-un conac din Manhattan și și-a petrecut verile în Scoția, unde au deținut Skibo Castle, situat pe un teren de 28000 de acri.
Carnegie a murit la vârsta de 83 de ani la 11 august 1919, la Shadowbrook, proprietatea sa din Lenox, Massachusetts. El a fost înmormântat la cimitirul Sleepy Hollow în North Tarrytown, New York.